# Romance no Tochū / Watashi ga Iu Mae ni Dakishimenakya ne (Memorial Edit) / Samidare Bijo ga Samidareru (Memorial Edit)
Singles de Juice=Juice
Samidare Bijo ga Samidareru
(5 mai 2013) Ijiwaru Shinaide Dakishimete yo / Hajimete wo Keikenchū
(4 déc. 2013)
Singles par Hello! Project feat. Juice=Juice
Ten Made Nobore!
(8 juin 2013)
Romance no Tochū / Watashi ga Iu Mae ni Dakishimenakya ne (Memorial Edit) / Samidare Bijo ga Samidareru (Memorial Edit) (ロマンスの途中 / 私が言う前に抱きしめなきゃね(MEMORIAL EDIT) / 五月雨美女がさ乱れる(MEMORAIL EDIT), trad. : « Au milieu du roman ») est le premier single dit "major" (et "triple face-A") du groupe féminin japonais Juice=Juice ; c'est en fait son quatrième single au total, après trois singles sortis "en indépendant".

## Détails
Le single, écrit, composé et produit par Tsunku, sort le 11 septembre 2013 au Japon sur le label hachama. Il atteint la 2e place des classements hebdomadaires de l'Oricon et se vend au total à 43 144 exemplaires. 
Il sort en plusieurs éditions : l'édition régulière comprenant seulement le CD, et cinq éditions limitées chacune notée A, B, C, D, et E, comprenant un DVD différent en supplément et une carte de numéro de série pour, après tirage au sort, avoir la chance de gagner un billet pour assister à l'un des événements organisés pour le lancement du disque,,,,.
Il s'agit du premier single sorti par la formation à cinq, sans l'un des membres originaux, Aina Otsuka, qui a quitté le groupe et le Hello! Project le 5 juillet 2013, deux mois avant sa sortie. Le single était initialement prévu être publié avec une seule face-A, en tant que Romance no Tochū, mais en raison du départ d'Aina Otsuka, il a finalement été décidé de le publier comme un "triple face-A", incluant donc la chanson-titre originale Romance no Tochū et des versions remaniées (sous-titrées Memorial Edit) des chansons-titres des deux premiers singles "indépendants" (indies) du groupe, Watashi ga Iu Mae ni Dakishimenakya ne et Samidare Bijo ga Samidareru sortis peu de temps auparavant, ainsi que leurs versions instrumentales.
Sort aussi une édition spéciale du single, Event V "Romance no Tochū", en distribution limitée et non classée à l'Oricon, ne comportant que cinq versions de la première chanson Romance no Tochū interprétées en solo par chacune des membres.
Seule la chanson Romance no Tochū sera retenue pour figurer sur le premier album studio du groupe, First Squeeze!, qui sortira deux ans plus tard en juillet 2015.

## Formation
Membres créditées sur le single : 
- Yuka Miyazaki
- Tomoko Kanazawa
- Sayuki Takagi
- Karin Miyamoto
- Akari Uemura

## Liste des titres
Toutes les chansons sont écrites et composées par Tsunku, et arrangées par Shunsuke Suzuki (n°1 et 3) et Shoichirô Hirata (n°2).
| 1. | Romance no Tochū (ロマンスの途中)                                                                                       |  |
| 2. | Watashi ga Iu Mae ni Dakishimenakya ne (Memorial Edit) (私が言う前に抱きしめなきゃね(MEMORIAL EDIT))                    |  |
| 3. | Samidare Bijo ga Samidareru (Memorial Edit) (五月雨美女がさ乱れる(MEMORIAL EDIT))                                       |  |
| 4. | Romance no Tochū -Instrumental- (ロマンスの途中 ...)                                                                    |  |
| 5. | Watashi ga Iu Mae ni Dakishimenakya ne (Memorial Edit) -Instrumental- (私が言う前に抱きしめなきゃね(MEMORIAL EDIT) ...) |  |
| 6. | Samidare Bijo ga Samidareru (Memorial Edit) -Instrumental- (五月雨美女がさ乱れる(MEMORIAL EDIT) ...)                    |  |

| 1. | Romance no Tochū -Music Video-     |  |
| 2. | Romance no Tochū -Dance Shot Ver.- |  |

| 1. | Watashi ga Iu Mae ni Dakishimenakya ne (Memorial Edit) -Music Video-     |  |
| 2. | Watashi ga Iu Mae ni Dakishimenakya ne (Memorial Edit) -Dance Shot Ver.- |  |

| 1. | Samidare Bijo ga Samidareru (Memorial Edit) -Music Video-     |  |
| 2. | Samidare Bijo ga Samidareru (Memorial Edit) -Dance Shot Ver.- |  |

| 1. | Watashi ga Iu Mae ni Dakishimenakya ne (Memorial Edit) -Close-Up Ver.-     |  |
| 2. | Watashi ga Iu Mae ni Dakishimenakya ne (Memorial Edit) -Dance Shot Ver.II- |  |

| 1. | Samidare Bijo ga Samidareru (Memorial Edit) -Close-Up Ver.-     |  |
| 2. | Samidare Bijo ga Samidareru (Memorial Edit) -Dance Shot Ver.II- |  |

| 1. | Romance no Tochū (Miyazaki Yuka Solo Ver.)   |  |
| 2. | Romance no Tochū (Kanazawa Tomoko Solo Ver.) |  |
| 3. | Romance no Tochū (Takagi Sayuki Solo Ver.)   |  |
| 4. | Romance no Tochū (Miyamoto Karin Solo Ver.)  |  |
| 5. | Romance no Tochū (Uemura Akari Solo Ver.)    |  |